# Vincent Chin
Vincent „Randy“ Chin (* 3. Oktober 1937 in Kingston; † 2. Februar 2003 in Fort Lauderdale) war ein jamaikanischer Musikproduzent, Studiobesitzer und Unternehmer. Er gründete die Label Randy’s und VP Records.

## Leben
Vincent Chin wurde als Sohn eines in den 1920er Jahren aus China nach Jamaika eingewanderten Zimmermanns am 3. Oktober 1937 in Kingston geboren. Als junger Mann arbeitete er seit Anfang der 1950er Jahre als Wartungsarbeiter für Jukeboxen im Dienst des syrisch-jamaikanischen Unternehmers Isaac Issa. Zu dieser Tätigkeit gehörte auch das Auswechseln der Platten. Chin lebte zu der Zeit mit seiner Familie im Kingstoner Stadtteil Vineyard Town. Er eröffnete dann im Jahr 1958 an der Ecke East und Tower Street in Downtown Kingston den Plattenladen Randy’s Records und verkaufte dort zunächst die ausrangierten US-amerikanischen Rhythm-and-Blues-Singles aus den Jukeboxen, die er gesammelt hatte, anstatt sie wegzuwerfen. Der Name des Geschäfts war angelehnt an einen Plattenladen aus Tennessee, der eine populäre Rhythm-and-Blues-Radioshow sponserte.
Schon zum Ende des Jahrzehnts begann Chin damit, Aufnahmen jamaikanischer Musiker wie Alton Ellis und Eddie Perkins zu produzieren und herauszubringen. Zwar waren in den Jahren zuvor bereits Platten in Jamaika produziert worden, allerdings auf den Geschmack von Touristen und auf den Übersee-Markt zugeschnitten, meist Mento und Calypso. Chin war der erste Produzent, der auf den lokalen jamaikanischen Markt zielte. Ein erster größerer Erfolg als Produzent wurde dann die Single Independent Jamaica von Lord Creator, die 1962, dem Jahr der Unabhängigkeit Jamaikas vom Vereinigten Königreich, auf Chris Blackwells wenige Jahre zuvor gegründeten Label Island erschien. In der Folge entstanden Anfang der 1960er weitere bedeutende Produktionen in Zusammenarbeit mit Toots & The Maytals und den Skatalites.
Schon 1962 war der Plattenladen umgezogen. An der neuen Adresse 17 North Parade konnten zum einen die Geschäftsräume vergrößert werden, zudem baute Vincent Chin dort in den folgenden Jahren gemeinsam mit seiner Frau Patricia in der Etage darüber ein erstes eigenes Tonstudio mit 4-Spur-Rekorder auf, das ab 1968 vollständig betriebsbereit war. In den frühen 1970er Jahren, als sich der Reggae etablierte, hatte das Studio 17 sich bereits zu einem der bekannteren in Kingston entwickelt. 1970 und 1971 produzierte Lee Perry dort dutzende Songs von  Bob Marley and the Wailers, auch Gregory Isaacs und Dennis Brown machten dort Aufnahmen, ebenso wie der US-Amerikaner Johnny Nash. Das Studio entwickelte sich fort, bald besaß man einen modernen 16-Spur-Rekorder, und Vincent Chins ältester Sohn Clive arbeitete mit im Familienbetrieb. Dieser brachte Augustus Pablo ins Studio, der dort 1973 sein Debüt-Album This Is Augustus Pablo aufnahm. Die Chin-Familie war seit 1969 auch an der Verbreitung des Reggae nach New York beteiligt, wo Vincents Brüder Victor und Keith eine Filiale von Randy’s Records führten. Im Laufe der 1970er erwarb das Unternehmen eine Plattenpresse und widmete sich auch dem Vertrieb.
Ende der 1970er zog Chin wegen zunehmender politischer Unruhen in Jamaika mit seiner Familie nach New York um, wo 1979 im Stadtteil Queens unter dem Namen VP Records (V für Vincent, P für Patricia) ein neuer Laden eröffnet wurde. Das Studio in Kingston war seitdem nicht mehr in Betrieb, nur der Plattenladen an der North Parade blieb bis Ende der 1990er in ihrem Besitz. Gemeinsam mit ihren Kindern Chris, Randy Junior und Angela entwickelten Vincent und Patricia Chin VP zum größten Reggae-Konzern der USA und weltweit. Im Jahr 1993 wurde offiziell das Label VP Records gegründet, das als das bedeutendste Reggae- und Dancehall-Label der Welt gilt (Siehe Hauptartikel VP Records).
Seit Anfang der 2000er Jahre zog sich Vincent Chin schrittweise aus der Geschäftsführung zurück, die er seiner Frau und den Söhnen überließ. Er zog nach Miami um, wo er vor seinem endgültigen Ruhestand noch einen Ableger von VP in Florida aufbaute. Vincent Chin litt in seinen letzten Lebensjahren an der Zuckerkrankheit, sein Gesundheitszustand verschlechterte sich immer weiter. Er starb am 2. Februar 2003 in Fort Lauderdale in Florida an den Folgen seiner Krankheit.

## Produktionen (Auswahl)
- 1962: Independent Jamaica von Lord Creator (Island Records)
- 1963: King and Queen (Babylon) von Lord Creator & The Skatalites (Randy’s)
- 1969: Randy’s Reggae von Randy’s All Stars